# Angelica razulii
Espèce
Classification phylogénétique
L'Angélique de Razouls  (Angelica razulii Gouan, 1773) est une espèce végétale de la famille des apiacées. Elle est endémique du massif montagneux des Pyrénées.

## Description

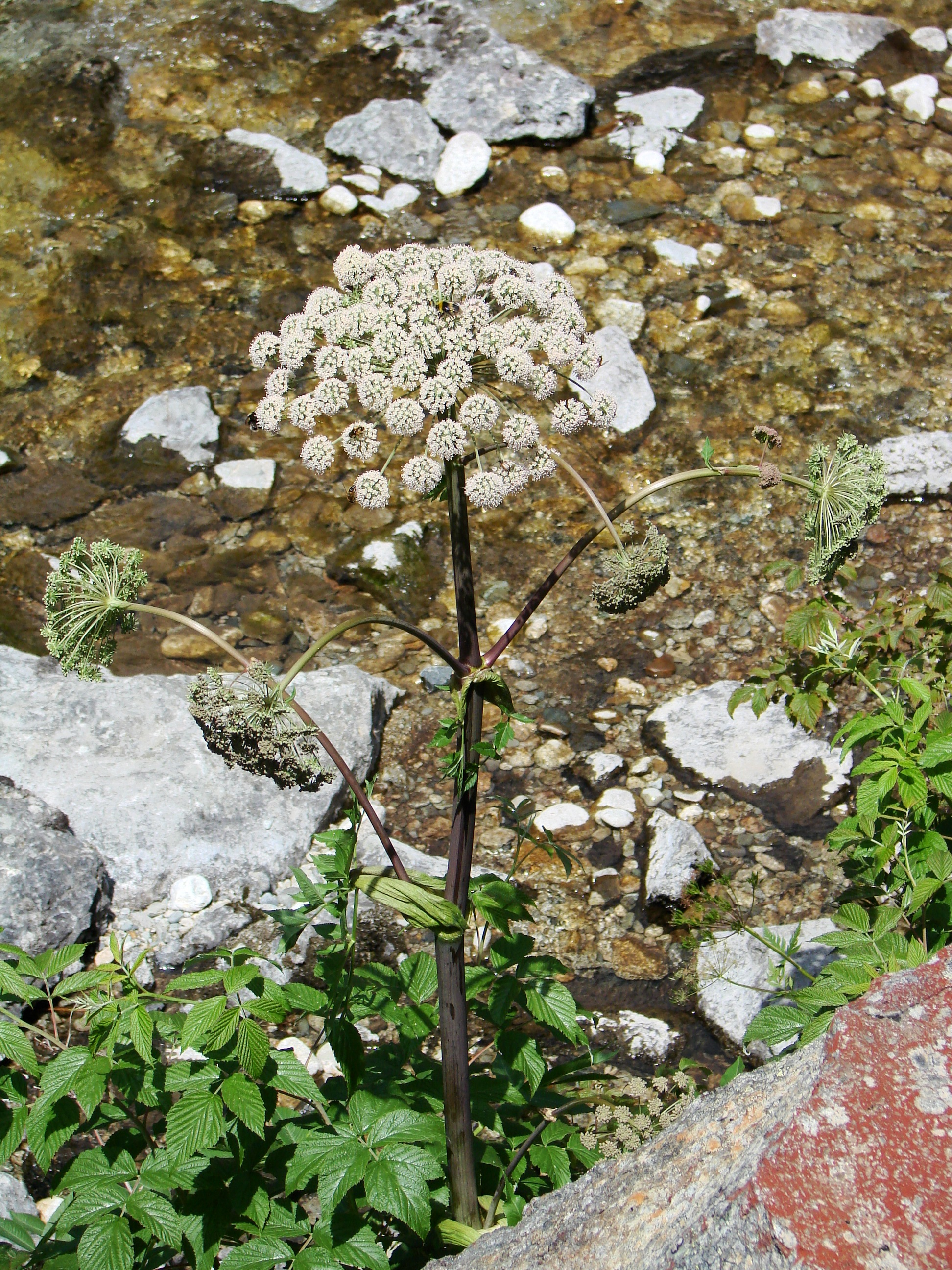
Inflorescence.

Description d'Hippolyte Coste (1858 - 1924), : « Plante vivace de 50 cm à 1 mètre, à tige creuse, striée, rameuse ; feuilles inférieures grandes, bipennées, à folioles rapprochées, lancéolées-aiguës, décurrentes à la base, finement dentées en scie ; fleurs rosées ou blanches ; ombelles grandes, à 25-40 rayons cendrés-pubescents ; involucre à 1-5 folioles longuement linéaires, à la fin caduques ; pétales à pointe roulée en dedans ; fruit ovale-oblong, à peine échancré à la base, à ailes marginales membraneuses, aussi larges que le méricarpe. »
Répartition : prairies et pâturages de presque toute la chaîne des Pyrénées. Espagne septentrionale,.

## Caractéristiques
Organes reproducteurs :

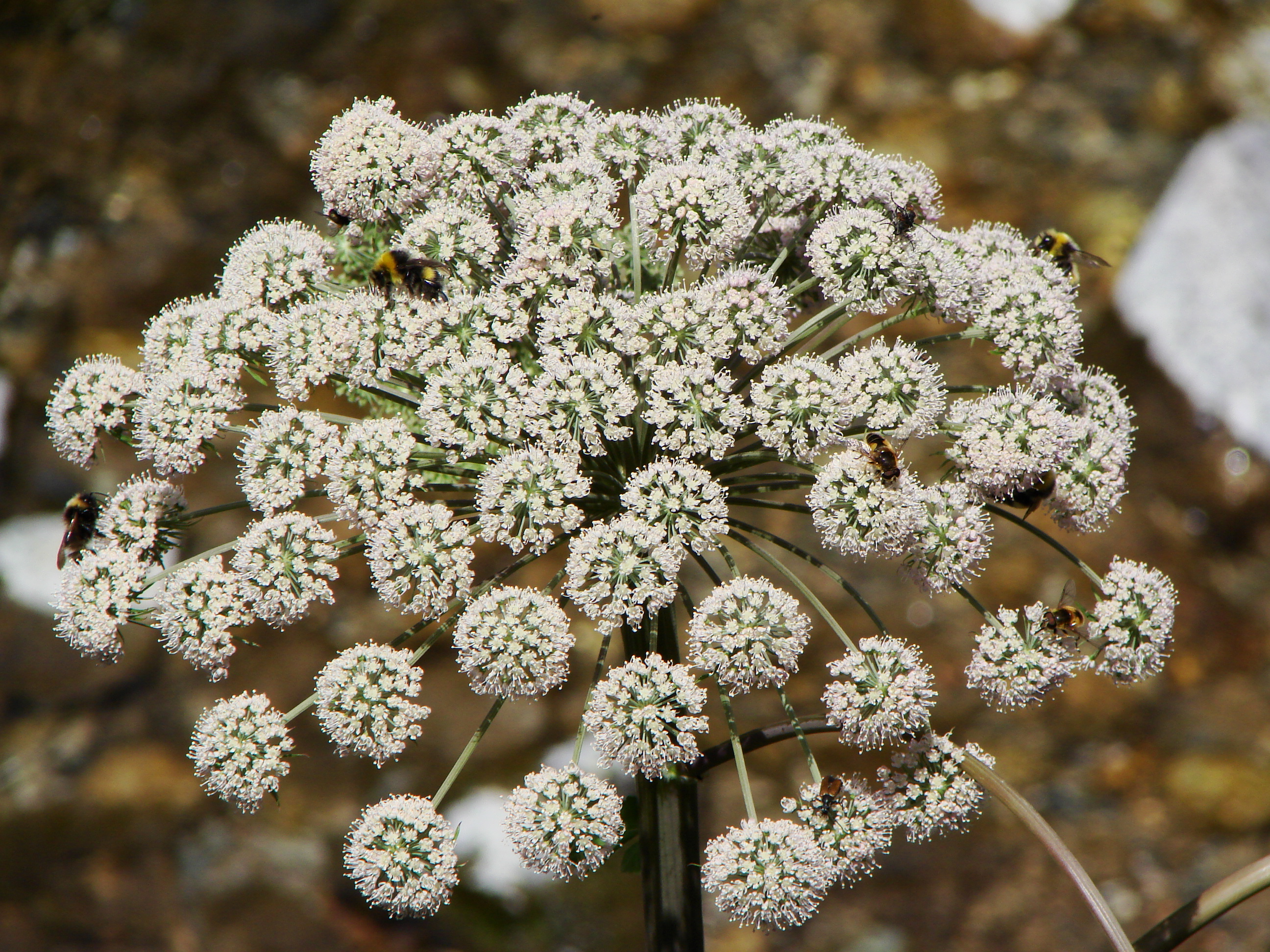
Photo montrant la pollinisation par insectes interposés appelée entomogame.

- Type d'inflorescence : ombelle d'ombellules
- Répartition des sexes : hermaphrodite
- Type de pollinisation : entomogame
- Période de floraison : juin à août
- Couleur dominante des fleurs : blanc, rose

Graine :
- Type de fruit : akène
- Mode de dissémination : anémochore

Habitat et répartition :
- Habitat type: prairies médioeuropéennes, mésohydriques, fauchées, subalpines.
- Aire de répartition : orophyte pyrénéen.